# Unión Nacional de Oposición (Colombia)
La Unión Nacional de Oposición (UNO) fue una coalición que entre 1972 y 1982 intentó agrupar las diferentes fuerzas de izquierda organizadas en Colombia durante el Frente Nacional, luego de que el progresivo desmonte de este sistema político permitiera la participación electoral directa de partidos diferentes al liberalismo y el conservatismo.

## Historia

### Creación
La coalición se formó el 22 de septiembre de 1972 por el Partido Comunista Colombiano, el Movimiento Obrero Independiente y Revolucionario (MOIR) y el Movimiento Amplio Colombiano (MAC), un grupo de la Alianza Nacional Popular  (ANAPO) liderado por Hernando Echeverri Mejía y Manuel Bayona Carrascal, quienes abogaban dentro de su movimiento por acoger postulados marxistas.
La coalición participó en 1974 en las elecciones legislativas (obteniendo dos senadores y cinco representantes) y en las presidenciales postulando a Echeverri como su candidato. En 1975 el MOIR y el MAC se separan de la coalición para liderar el grupo denominado Frente por la Unidad del Pueblo, quedando la UNO integrada por el Comunismo, el Movimiento de Izquierda Liberal y sectores minoritarios de la ANAPO. El Partido Demócrata Cristiano, de origen conservador, también integró la coalición por un tiempo breve. Apoyo el Paro Cívico Nacional de 1977, los paros regionales, se opuso al estado de sitio y el Estatuto de Seguridad, apoyo movimientos y sindicatos campesinos y de trabajadores.

### La división
El nuevo grupo se postuló para las elecciones presidenciales de 1978 con el candidato presidencial Julio César Pernía (proveniente de la ANAPO) y obteniendo un senador y cuatro representantes en los comicios para el Congreso. Para las elecciones presidenciales de 1982, lo que quedaba de la UNO conformó junto con el movimiento Firmes, el Frente Democrático, coalición política que ese año respaldó la candidatura de Gerardo Molina Ramirez a la presidencia de la República.
La UNO fue el primer gran intento por aglutinar los diferentes grupos de izquierda en el país. Sin embargo, este propósito no fue posible según el analista Alberto Morales, debido a la lucha por el control del movimiento sindical, las posiciones divergentes de la época frente a la lucha armada y la toma de partido frente a la ruptura sino-soviética (donde el MOIR era prochino, a diferencia del Partido Comunista).

## Genocidio político
Este movimiento político fue víctima de más de 1.930 crímenes de violación de derechos humanos, 22 desapariciones forzadas, 107 homicidios de militantes y 127 homicidios de articuladores sociales entre 1972 y 1983 en varias regiones del país, en especial en el Magdalena Medio.